# 이돈견
이돈견(李敦堅, 1967년 2월 16일 ~ )은 대한민국의 제9대 전라남도 광양시의원이다.

## 학력
- 광양골약중학교 10회 졸업
- 순천고등학교 35회 졸업
- 서울대학교 조경학과 졸업
- 서울대학교 환경대학원 조경학 석사

## 경력
- ROTC 28기 중위 전역
- 서울대학교 환경계획연구소 연구원
- 더불어민주당 전남도당 지속가능발전위원회 부위원장
- 더불어민주당 순천·광양·곡성·구례 을 지역위원회 민원조직실장
- 제20대 이재명 대통령 후보 순천·광양·곡성·구례 을 지역위원회 상황실장
- 동광양상공인회 감사
- 중마동발전협의회 회원
- 골약중학교 총동문회 상임 부회장
- 광양마로라이온스클럽 16대 회장
- 2025.04 ~ 제9대 전라남도 광양시의회 의원
- 2025.04 ~ 제9대 전라남도 광양시의회 후반기 산업건설위원회 위원

## 수상
- 2023 더불어민주당 대표 이재명 표창장 1급 포상

## 역대 선거 결과
| 실시년도 | 선거       | 대수 | 직책   | 선거구                  | 정당         | 득표수  | 득표율          | 순위 | 당락 | 비고           |
| -------- | ---------- | ---- | ------ | ----------------------- | ------------ | ------- | --------------- | ---- | ---- | -------------- |
| 2025년   | 4·2 재보선 | 9대  | 시의원 | 전남 광양시 (다 선거구) | 더불어민주당 | 2,998표 | \| \| 63.04% \| | 1위  |      | 초선, 민선 8기 |
|          | 63.04%     |      |        |                         |              |         |                 |      |      |                |